# Zaránk
Zaránk es un pueblo en el condado de Heves, Hungría.

## Historia
Se encontró un asentamiento de la Edad de Piedra en la parte occidental del pueblo, otro de la Edad del Bronce en la parte oriental y una tumba de caballos del Período de las Migraciones.
En 1325, István Kompolti se convirtió en el propietario, y la familia Országh lo heredó en 1522.
Tras la muerte sin descendencia de Kristóf Országh, la familia Török de Enyig se convirtió en propietaria a partir de 1570, y posteriormente la familia Nyári a partir de 1606. La propiedad se transfirió varias veces entre 1650 y 1701. El pueblo fue destruido alrededor de 1687 y repoblado en 1701. En 1701, János Almásy y Pál Mihályi eran los propietarios. A partir de entonces, permaneció en manos de los Almásy y sus familias emparentadas: Czóbel, Stőszel, Szeleczky y Gosztosi.